# Gertrud Nachmann
Gertrud Nachmann (* 9. Juli 1883 in Berlin; † 28. Dezember 1936 in Magdeburg) war eine Medizinerin, Kreiskommunalärztin,  Stadtärztin, Schulärztin und erste weibliche Kreisärztin in Preußen.

## Leben
Sie wurde als zweite Tochter des jüdischen Kaufmanns Samuel Nachmann († 1911) und dessen Frau Rosalie Nachmann, geb. Weisblat in Berlin geboren. Ihre Schwester Klara (* 1875) verstarb bereits 1876. In Berlin besuchte sie die Sophienschule und Berliner Gymnasialkurse für Frauen. Ihr Abitur erhielt sie am Königstädtischen Realgymnasium in Berlin.
Ab 1909 studierte sie Medizin an der Friedrich-Wilhelms-Universität zu Berlin. Im Februar 1912 absolvierte sie ihre ärztliche Vorprüfung (Physikum) und legte am 4. August 1914 die ärztliche Notprüfung (Staatsexamen) in Berlin ab. Am 13. Oktober 1914 erfolgte ihre Approbation und am 13. Februar 1915 erfolgte ihre Promotion zum Dr. med. mit der Dissertation „Die Differenzierung der Streptokokken und Pneumokokken durch Optochin“ an der Friedrich-Wilhelms-Universität zu Berlin. Vom September 1915 bis März 1919 war sie Assistenzarzt im Institut für Infektionskrankheiten im Rudolf-Virchow-Krankenhaus in Berlin sowie 1920 im Städtischen Krankenhaus Berlin-Neukölln. 1920 wurde sie Mitglied der Berliner Medizinischen Gesellschaft. Am 15. September 1921 wurde sie Kreiskommunalärztin im Saalkreis bei Halle a. d. Saale im Regierungsbezirk Merseburg der Provinz Sachsen. Am 14. Dezember 1925 legte sie das Staatliche Kreisärztexamen für Preußen ab und wurde Kreisärztin in Halle a. d. Saale. Im Jahr 1927 wurde sie dann Stadtärztin an der Bezirksgesundheitsstelle I in der Abteilung II – Bezirksgesundheitsdienst des Städtischen Gesundheitsamtes in Magdeburg. Vom 1. August 1927 bis 31. März 1929 war sie Schulärztin für Magdeburg-Neustadt. 1928 wurde sie Mitglied im Bund Deutscher Ärztinnen. Am 1. April 1929 wurde sie Assistenzärztin im Hygienisch-Bakteriologischen Institut in Magdeburg. Der Direktor Wilhelm Hilgers stellte am 9. September 1929 einen Entlassungsantrag wegen fachlicher Ungeeignetheit und ungenügender Arbeitsleistungen sowie paranoider Wahnvorstellungen. Sie reichte dann auf Druck des Stadtrats und Dezernenten für das Gesundheitswesen Paul Konitzer und in Absprache mit dem Personalausschuss der Stadtverwaltung Magdeburg ihre Kündigung ein. Da sie keine Stelle nach Beendigung des Beschäftigungsverhältnisses fand, versuchte sie ihre Kündigung zurückzunehmen, indem sie am 16. Oktober 1929 einen Brief an den amtierenden Oberbürgermeister Hermann Beims schrieb. In diesem Brief forderte sie die Untersuchung der Umstände ihrer Entlassung sowie ihre Wiedereinstellung. Am 30. Oktober 1929 wandte sie sich ebenfalls an Wilhelm Hilgers mit dem Vorwurf einer zielgerichteten Intrige. Hilgers leitete diesen Brief an die Stadtverwaltung weiter und forderte eine psychiatrische Begutachtung. Die Kündigung wurde nicht zurückgenommen und sie schied aus dem städtischen Dienst am 31. Dezember 1929 aus.
Von 1930 bis 1932 war sie dann Assistenzärztin im Genesungsheim für weibliche Tuberkulosekranke in Schmiedeberg im Riesengebirge. Sie wohnte 1931 bis 1932 in Magdeburg-Hopfengarten, Schilfbreite 8 sowie später in Magdeburg, Große Diesdorfer Str. 250. Ab 1933 bis zu ihrem Tod war sie vermutlich Praktische Ärztin in Magdeburg, Große Diesdorfer Str. 24. Sie wurde am 28. Dezember 1936 tot aufgefunden, Todeszeitpunkt sowie Ursache konnten nicht ermittelt werden.

## Schriften
- Die Differenzierung der Streptokokken und Pneumokokken durch Opcochin. Berlin, Diss. Med. v. 1915

## Nachweise
1. ↑  Deutsche Adreßbuch-Gesellschaft m.b.H (Hrsg.): Magdeburger Adressbuch. Verlag: August Scherl, 1932.
2. ↑  Geschichte der Charite – Datenbank

| Personendaten    | Personendaten     |
| ---------------- | ----------------- |
| NAME             | Nachmann, Gertrud |
| KURZBESCHREIBUNG | Medizinerin       |
| GEBURTSDATUM     | 9. Juli 1883      |
| GEBURTSORT       | Berlin            |
| STERBEDATUM      | 28. Dezember 1936 |
| STERBEORT        | Magdeburg         |